# Конколевница (гмина)
Конколевница (пол. Kąkolewnica) — сельская гмина (волость) в Польше, входит как административная единица в Радзыньский повет, Люблинское воеводство. Население — 8529 человек (на 2004 год).

## Сельские округа
1. Бжозовица-Дужа
2. Бжозовица-Мала
3. Грабовец
4. Юрки
5. Конколевница-Полуднёва
6. Конколевница-Пулноцна
7. Конколевница-Всходня
8. Липняки
9. Милоляс
10. Мосциска
11. Ольшевница
12. Польсковоля
13. Рудник
14. Сокуле
15. Турув
16. Выгнанка
17. Зосиново
18. Жаковоля-Попшечна
19. Жаковоля-Радзыньска
20. Жаковоля-Стара

## Соседние гмины
1. Гмина Дрелюв
2. Гмина Лукув
3. Гмина Мендзыжец-Подляски
4. Гмина Радзынь-Подляски
5. Гмина Тшебешув
6. Гмина Улян-Маёрат